# Новиков, Николай Иванович (лётчик)
Николай Иванович Новиков (1898 — ?) — советский лётчик военной и гражданской авиации.

## Биография
Родился в 1898 году.
Окончил Егорьевскую военную школу летчиков в 1922 году и 2-ю Борисоглебскую школу военных летчиков в 1923 году.
С 1930 года служил в гражданской авиации, был пионером развития международных воздушных линий СССР. В 1937—1939 годах — начальник Управления международных линий Главного управления гражданского воздушного флота.
Участник советско-финской и Великой Отечественной войн, в течение которых руководил подразделениями «Аэрофлота» по выполнению особо важных правительственных заданий, в том числе выполнял полеты в страны антигитлеровской коалиции.
После войны стал пилотом 1-го класса и вторым в «Аэрофлоте» налетал безаварийно 1 млн километров.

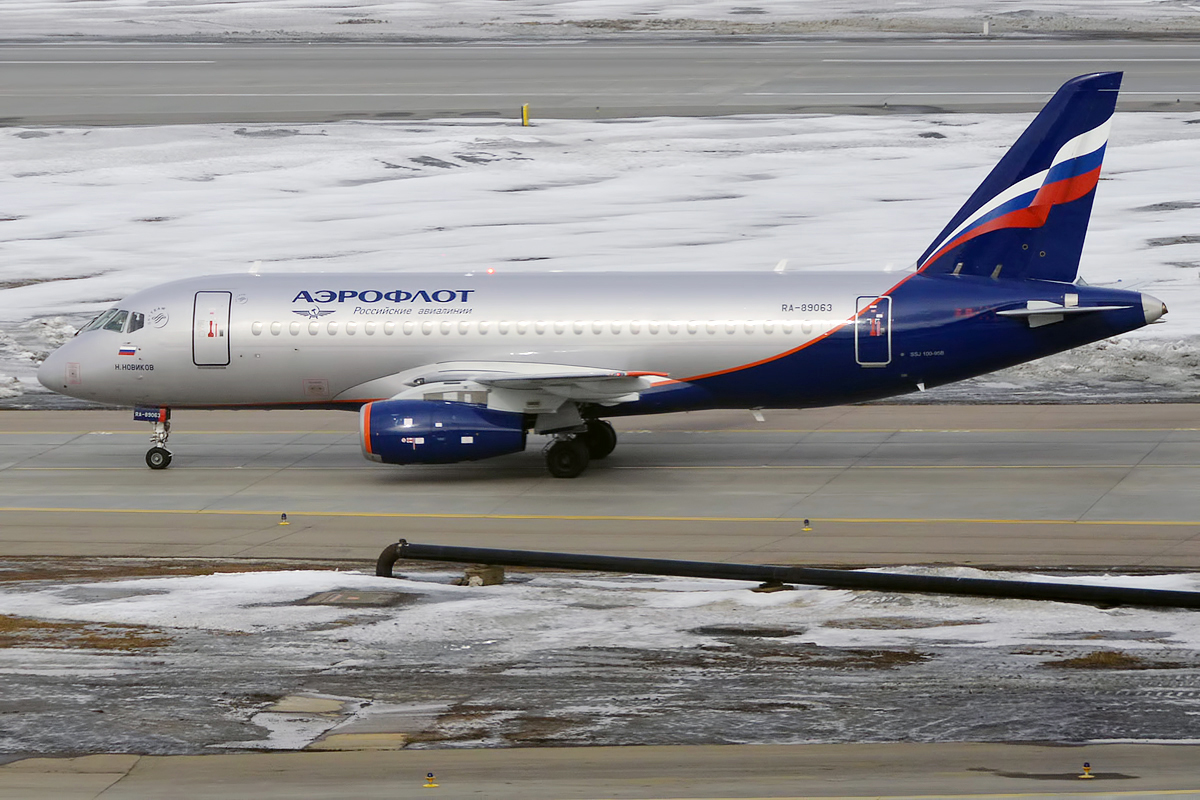
Sukhoi Superjet 100 «Н. Новиков»

Дата и место смерти неизвестны.

## Награды
- Награждён двумя орденами Ленина, тремя орденами Красного Знамени, орденом Отечественной войны 1-й степени, а также многими медалями.

## Память
В честь Николая Новикова назван самолёт Sukhoi Superjet 100 (регистрационный номер RA-89063) авиакомпании «Аэрофлот».